# Ocotea stenophylla
Ocotea stenophylla är en lagerväxtart som beskrevs av Van der Werff. Ocotea stenophylla ingår i släktet Ocotea och familjen lagerväxter. Inga underarter finns listade i Catalogue of Life.